# Temnitztal
Temnitztal é um município da Alemanha, situado no distrito de Ostprignitz-Ruppin, no estado de Brandemburgo. Tem 51,95 km² de área, e sua população em 2019 foi estimada em 1.506 habitantes.